# Diceratias bispinosus
Diceratias bispinosus is een straalvinnige vissensoort uit de familie van diceratiden (Diceratiidae). De wetenschappelijke naam van de soort is voor het eerst geldig gepubliceerd in 1887 door Günther.